# Espanya als Jocs Paralímpics de Londres 2012
Espanya en els Jocs Paralímpics de Londres 2012, celebrats entre el 29 d'agost i el 9 de setembre de 2012, va estar representada per una delegació de 228 persones, de les quals 142 eren esportistes participant en quinze esports.
La banderera, durant la cerimònia d'obertura dels jocs, va ser la nedadora Teresa Perales i el banderer durant la cerimònia de clausura va ser l'atleta José Antonio Expósito.
Espanya va acabar la seva participació en aquests jocs paralímpics amb 83 diplomes paralímpics i 42 medalles, 8 d'or, 18 d'argent i 16 de bronze, aconseguint el lloc disset en el medaller general.

### Per esport

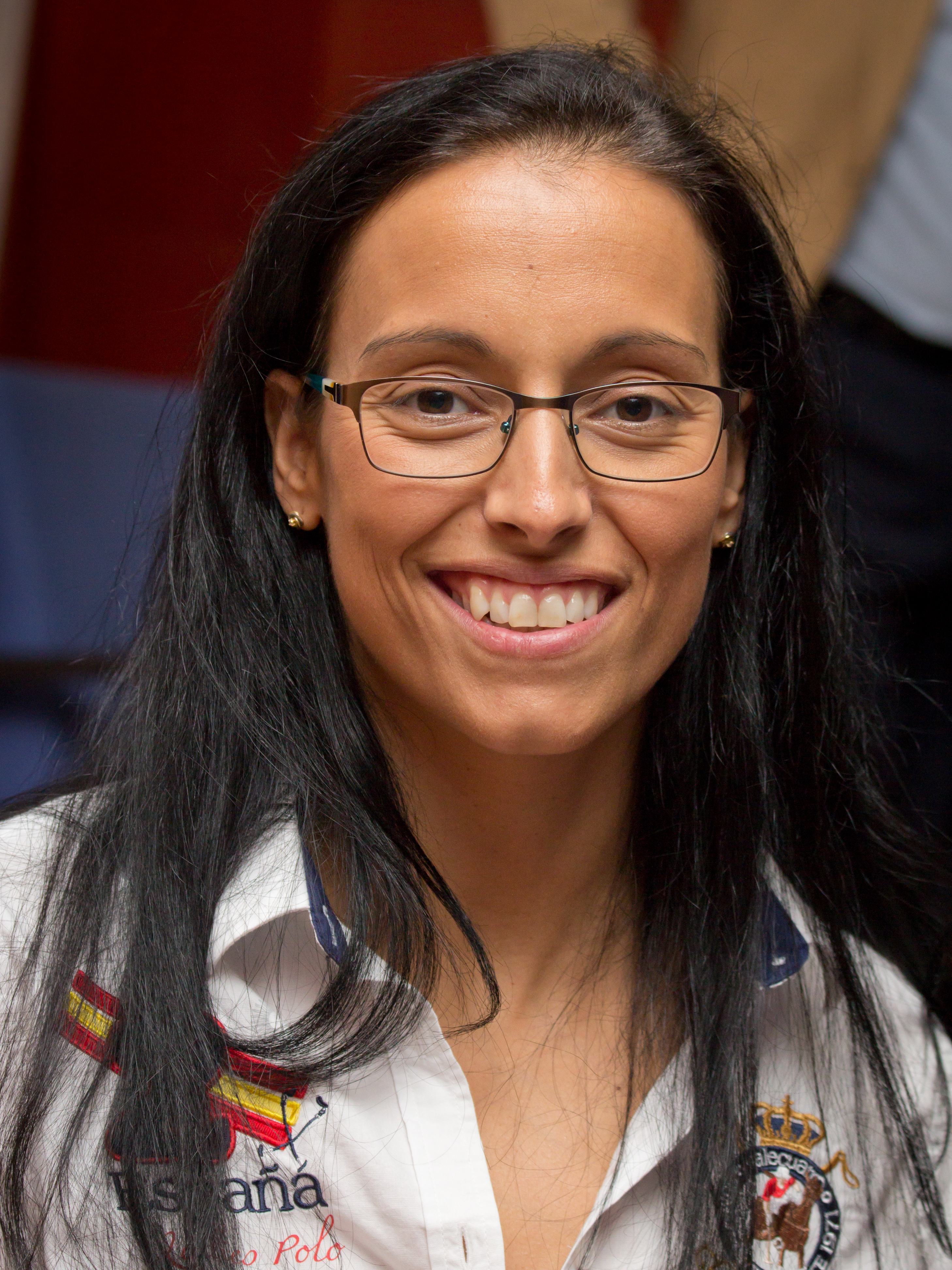
Teresa Perales, abanderada en Londres 2012.

## Medallistes
| Atleta                                    | Esport          | Competició                           | Data          |
| ----------------------------------------- | --------------- | ------------------------------------ | ------------- |
| Or                                        |                 |                                      |               |
| Alfonso Cabell                            | Ciclisme        | Quilòmetre C 4-5                     | 31 d'agost    |
| Carmen Herrera                            | Judo            | Fins a 70 Kg femení                  | 1 de setembre |
| David Casinos                             | Atletisme       | Llançament de disc masculí F11       | 2 de setembre |
| José Antonio Expósito                     | Atletisme       | Salt de longitud F20 masculí         | 4 de setembre |
| Christian VengeDavid Llaurado             | Ciclisme        | Carretera Contrarellotge B           | 5 de setembre |
| Michelle Alonso                           | Natació         | 100 m braça SB14 femení              | 6 de setembre |
| Teresa Perales                            | Natació         | 100m lliure S5 femení                | 8 de setembre |
| Alberto Suárez                            | Atletisme       | Marató T12 masculí                   | 9 de setembre |
| Argent                                    |                 |                                      |               |
| Enrique Floriano                          | Natació         | 400 m Lliure S12 masculí             | 30 d'agost    |
| Sebastián Rodríguez Veloso                | Natació         | 50 m Lliure S5 masculí               | 30 d'agost    |
| Teresa Perales                            | Natació         | 50 m Lliure S5 femení                | 30 d'agost    |
| Sarai Gascón                              | Natació         | 100 m Papallona S9 femení            | 30 d'agost    |
| José Enrique PortoJosé Antonio Villanueva | Ciclisme        | Quilòmetre classe B masculí          | 1 de setembre |
| Teresa Perales                            | Natació         | 200 m lliure S5 femení               | 1 de setembre |
| Sebastián Rodríguez Veloso                | Natació         | 200 m lliure S5 masculí              | 1 de setembre |
| Álvaro Valera                             | Tennis de taula | 2 de setembre                        |               |
| Miguel Luque                              | Natació         | 50 m braça SB3 masculí               | 3 de setembre |
| Juan Antonio Saavedra                     | Tir             | R6 Carabina lliure tendida, Mixt SH1 | 4 de setembre |
| Elena Congost                             | Atletisme       | 1.500 m T12 femení                   | 4 de setembre |
| Richard Oribe                             | Natació         | 100 m lliure S4 masculí              | 5 de setembre |
| Enhamed Enhamed                           | Natació         | 100 m papallona S11 masculí          | 6 de setembre |
| Enhamed Enhamed                           | Natació         | 100 m braça SB14 femení              | 7 de setembre |
| Jordi MoralesÁlvaro Valera                | Tennis de taula | Equips classe 6-8 masculí            | 7 de setembre |
| Teresa Perales                            | Natació         | 50 m papallona S5 femení             | 7 de setembre |
| Josefa BenítezMaría Noriega               | Ciclisme        | Fons en carretera femení             | 8 de setembre |
| Abderrahman Ait                           | Atletisme       | Marató T46 masculí                   | 9 de setembre |
| Bronze                                    |                 |                                      |               |
| Miguel Ángel ClementeEnrique Floriano     | Ciclisme        | Persecució classe B masculí          | 30 d'agost    |
| Deborah Font                              | Natació         | 400 m Lliure S12 femení              | 30 d'agost    |
| Mónica Merenciano                         | Judo            | Fins a 57 Kg femení                  | 31 d'agost    |
| Marta Arce                                | Judo            | Fins a 63 Kg femení                  | 31 d'agost    |
| Teresa Perales                            | Natació         | 200 m estil SM5 femení               | 31 d'agost    |
| Enhamed Enhamed                           | Natació         | 50 metres lliure S11 masculí         | 1 de setembre |
| José Enrique PortoJosé Antonio Villanueva | Ciclisme        | 2 de setembre                        |               |
| Ricardo Tingues                           | Natació         | 100 m braça SB4 masculí              | 4 de setembre |
| Teresa Perales                            | Natació         | 100 m braça SB4 femení               | 4 de setembre |
| Maurice Eckhard                           | Ciclisme        | Carretera Contrarellotge C2 masculí  | 5 de setembre |
| José Antonio Mari                         | Natació         | 50 m lliure S9 masculí               | 5 de setembre |
| Sarai Gascón                              | Natació         | 100 m lliure S9 femení               | 7 de setembre |
| Selecció                                  | Futbol 5        | Futbol 5 (cecs)                      | 8 de setembre |
| Sebastián Rodríguez Veloso                | Natació         | 100m lliure S5 masculí               | 8 de setembre |
| Richard Oribe                             | Natació         | 200m lliure S4 masculí               | 8 de setembre |
| Jorge Cardona José Manuel Ruiz Reyes      | Tennis de taula | Equips classe C9-10 masculí          | 8 de setembre |

## Diplomes paralímpics
| Atleta                                                                         | Esport                        | Competició                                | Data          |
| ------------------------------------------------------------------------------ | ----------------------------- | ----------------------------------------- | ------------- |
| 4°                                                                             |                               |                                           |               |
| Omar Font                                                                      | Natació                       | 400 m lliure S12 masculí                  | 30 d'agost    |
| José Antonio Mari                                                              | Natació                       | 100 m papallona S9 masculí                | 30 d'agost    |
| Enhamed Enhamed                                                                | Natació                       | 100 m lliure S11 masculí                  | 31 d'agost    |
| Richard Oribe                                                                  | Natació                       | 50 m lliure S4 masculí                    | 31 d'agost    |
| David Julián Levecq                                                            | Natació                       | 10 m papallona S10 masculí                | 1 de setembre |
| Carla Casals                                                                   | Natació                       | 100 m papallona S12 femení                | 2 de setembre |
| José Manuel Ruiz                                                               | Tennis de taula               | Individual clase 10                       | 2 de setembre |
| Guillermo Fernández                                                            | Tir con arco                  | Open masculí                              | 3 de setembre |
| Gustavo Nieves                                                                 | Atletisme                     | 5.000 m T12 masculí                       | 3 de setembre |
| Esther Morales Teresa Perales Isabel Yinghua Hernández Sarai Gascón            | Natació                       | 4 x 100 relleus lliure femení             | 3 de setembre |
| Maximiliano Rodríguez                                                          | Atletisme                     | 100 m T12 masculí                         | 4 de setembre |
| José Antonio Mari                                                              | Natació                       | 400 m lliure S9 masculí                   | 4 de setembre |
| Omar Font                                                                      | Natació                       | 100 m lliure S12 masculí                  | 4 de setembre |
| Roberto Alcaide                                                                | Ciclisme                      | Carretera contrarreloj C4 masculí         | 5 de setembre |
| Sarai Gascón                                                                   | Natació                       | 50 m lliure S9 femení                     | 5 de setembre |
| Gerard Descarrega                                                              | Atletisme                     | 400 m T12 masculí                         | 6 de setembre |
| Omar Font                                                                      | Natació                       | 50 m lliure S12 masculí                   | 7 de setembre |
| José Antonio Mari                                                              | Natació                       | 100 m lliure S9 masculí                   | 7 de setembre |
| Israel Oliver                                                                  | Natació                       | 400 m lliure S11 masculí                  | 7 de setembre |
| Christian Venge                                                                | Ciclisme                      | Carretera clase B masculí                 | 8 de setembre |
| Deborah Font                                                                   | Natació                       | 100 m braça SB12 femení                   | 8 de setembre |
| Israel Oliver                                                                  | Natació                       | 200 m estil SM11 masculí                  | 8 de setembre |
| Miguel Ángel Martínez                                                          | Natació                       | 50 m espatlla S3 masculí                  | 8 de setembre |
| 5°                                                                             |                               |                                           |               |
| David García del Valle                                                         | Judo                          | - 66 Kg Open masculí                      | 30 d'agost    |
| Jesús Collado                                                                  | Natació                       | 100 m papallona S9 masculí                | 30 d'agost    |
| Julia Castello                                                                 | Natació                       | 100 m espatlla S6 femení                  | 30 d'agost    |
| Abel Vázquez                                                                   | Judo                          | - 81 Kg Open masculí                      | 31 d'agost    |
| Loida Zabala                                                                   | Halterofilia                  | - 48 kg open femení                       | 1 de setembre |
| Israel Olivier                                                                 | Natació                       | 100 espatlla S11 masculí                  | 2 de setembre |
| Vicente Javier Torres                                                          | Natació                       | 150 m estil individual SM4 masculí        | 2 de setembre |
| David Casinos                                                                  | Atletisme                     | Llançament de peso F11/12 masculí         | 3 de setembre |
| Israel Olivier                                                                 | Natació                       | 100 braça SB11 masculí                    | 3 de setembre |
| Enrique Floriano                                                               | Natació                       | 200 estils SM12 masculí                   | 3 de setembre |
| Amaya Alonso                                                                   | Natació                       | 200 estils SM12 femení                    | 3 de setembre |
| Javier Porras                                                                  | Atletisme                     | Salt de longitud F11 masculí              | 4 de setembre |
| Deborah Font                                                                   | Natació                       | 100 m lliure S12 femení                   | 4 de setembre |
| Jesús Collado                                                                  | Natació                       | 400 m lliure S9 masculí                   | 4 de setembre |
| Pablo Cimadevila                                                               | Natació                       | 100 m braça SB4 masculí                   | 4 de setembre |
| Juan José Mendez                                                               | Ciclisme                      | Carretera contrarreloj C1 masculí         | 5 de setembre |
| José Manuel González                                                           | Atletisme                     | 800 m T36 masculí                         | 6 de setembre |
| Javier Porras                                                                  | Atletisme                     | Triple salt F11 masculí                   | 6 de setembre |
| Raquel Acinas                                                                  | Ciclisme                      | Carretera C 1-2-3 femení                  | 6 de setembre |
| Sara Martínez                                                                  | Atletisme                     | Salt de longitud F11/12 femení            | 7 de setembre |
| Esther Morales Sarai Gascón Isabel Yinghua Hernández Teresa Perales            | Natació                       | 4 x 100 m relleus estils 34 punts femení  | 7 de setembre |
| Selección española                                                             | Baloncesto en silla de ruedas | Masculí                                   | 8 de setembre |
| Edgar Quiros                                                                   | Natació                       | 100 m braça SB3 masculí                   | 8 de setembre |
| Enhamed Enhamed                                                                | Natació                       | 200 m estils SM11 masculí                 | 8 de setembre |
| 6°                                                                             |                               |                                           |               |
| Amaya Alonso                                                                   | Natació                       | 400 m lliure S12 femení                   | 30 d'agost    |
| Lorenzo Albadalejo                                                             | Atletisme                     | 100 m T38 masculí                         | 1 de setembre |
| Amaya Alonso                                                                   | Natació                       | 100 m papallona S12 femení                | 2 de setembre |
| Omar Font                                                                      | Natació                       | 100 m papallona S12 masculí               | 2 de setembre |
| Alberto Suárez                                                                 | Atletisme                     | 5.000 m T12 masculí                       | 3 de setembre |
| Deborah Font                                                                   | Natació                       | 200 Estilo Individual SM12 femení         | 3 de setembre |
| Raquel Acinas                                                                  | Ciclisme                      | Carretera contrarreloj C 1-2-3 femení     | 5 de setembre |
| Josefa Benitez                                                                 | Ciclisme                      | Carretera contrarreloj B femení           | 5 de setembre |
| Cesar Neira                                                                    | Ciclisme                      | Carretera contrarreloj C4 masculí         | 5 de setembre |
| Albert Gelis                                                                   | Natació                       | 100 m espatlla S12 masculí                | 5 de setembre |
| José María Pampano                                                             | Atletisme                     | 800 m T36 masculí                         | 6 de setembre |
| Sarai Gascón                                                                   | Natació                       | 200 m lliure SM9 femení                   | 6 de setembre |
| Carla Casals                                                                   | Natació                       | 100 m braça SB12 femení                   | 8 de setembre |
| Sarai Gascón                                                                   | Natació                       | 100 m braça SB9 femení                    | 8 de setembre |
| Enrique Floriano                                                               | Natació                       | 100 m braça SB12 masculí                  | 8 de setembre |
| 7°                                                                             |                               |                                           |               |
| Lorena Homar                                                                   | Natació                       | 200 m estil individual SM5 femení         | 31 d'agost    |
| Raquel Acinas                                                                  | Ciclisme                      | 500 m C 1-2-3 femení                      | 1 de setembre |
| Isabel Yinghua Hernández                                                       | Natació                       | 100 m papallona S10 femení                | 1 de setembre |
| Juan Antonio Saavedra                                                          | Tir                           | R3 Carabina tendida, Mixto SH1            | 1 de setembre |
| Miguel Luque                                                                   | Natació                       | 150 m estil individual SM4 masculí        | 2 de setembre |
| José Manuel González                                                           | Atletisme                     | 400 m T36 masculí                         | 4 de setembre |
| Ander Romarate                                                                 | Natació                       | 100 m espatlla S8 masculí                 | 4 de setembre |
| Israel Oliver                                                                  | Natació                       | 100 m papallona S11 masculí               | 6 de setembre |
| Deborah Font                                                                   | Natació                       | 50 m lliureS12 femení                     | 7 de setembre |
| Lorenzo Albadalejo                                                             | Atletisme                     | 200 m T38 masculí                         | 8 de setembre |
| 8°                                                                             |                               |                                           |               |
| Jaime Bailón                                                                   | Natació                       | 100 m papallona S8 masculí                | 30 d'agost    |
| Antonio Andújar                                                                | Atletisme                     | Triple salt F46                           | 1 de setembre |
| José Antonio Mari Sebastián Rodríguez Veloso Jesús Collado David Julián Levecq | Natació                       | 4 x 100 relleus lliure 34 punts masculí   | 2 de setembre |
| Carla Casals                                                                   | Natació                       | 200 m estils SM12 femení                  | 3 de setembre |
| Vicente Gil                                                                    | Natació                       | 50 m braça SB3 masculí                    | 3 de setembre |
| José Martínez Morote                                                           | Atletisme                     | 1.500 m T20 masculí                       | 4 de setembre |
| Martin Parejo                                                                  | Atletisme                     | Salt de longitud F11 masculí              | 4 de setembre |
| Ricardo Ten                                                                    | Natació                       | 50 m papallona S5 masculí                 | 7 de setembre |
| Begoña Curero                                                                  | Natació                       | 100 m braça SB13 femení                   | 8 de setembre |
| Javier Hernández                                                               | Natació                       | 50 m espatlla S3 masculí                  | 8 de setembre |
| Ander Romarate Javier Crespo Jaime Bailón José Antonio Mari                    | Natació                       | 4 x 100 m relleus estils 34 punts masculí | 8 de setembre |

## Participants per esport
Dels vint esports (503 disciplines) que el CPI reconeix en els Jocs Paralímpics d'estiu, es va comptar amb representació espanyola en quinze.
| N.    | Esport                     | Homes | Dones | Total |
| 1     | Atletisme                  | 25    | 4     | 29    |
| 2     | Bàsquet en cadira de rodes | 14    | 0     | 14    |
| 3     | Boccia                     | 10    | 3     | 13    |
| 4     | Ciclisme                   | 13    | 3     | 16    |
| 5     | Esgrima en cadira de rodes | 1     | 0     | 1     |
| 6     | Futbol 5                   | 10    | 0     | 10    |
| 7     | Halterofília               | 0     | 1     | 1     |
| 8     | Judo                       | 1     | 1     | 2     |
| 9     | Natació                    | 24    | 13    | 37    |
| 10    | Rem                        | 1     | 0     | 1     |
| 11    | Tennis en cadira de rodes  | 3     | 2     | 5     |
| 12    | Tennis de taula            | 6     | 0     | 6     |
| 13    | Tir                        | 3     | 0     | 3     |
| 14    | Tir amb arc                | 2     | 1     | 3     |
| 15    | Vela                       | 2     | 1     | 3     |
| TOTAL | 119                        | 29    | 148   |       |